# Ryan Eggold
Ryan James Eggold (* 10. srpna 1984, Lakewood, Kalifornie, USA) je americký herec. Proslavil se rolí Matthewse v seriálu stanice The CW 90210: Nová generace a rolí Toma Keena v seriálu stanice NBC Černá listina. Od roku 2018 hraje hlavní roli v seriálu New Amsterdam.

## Životopis a kariéra
Eggold se narodil v Lakewoodu v Kalifornii. Je synem Karen (rozené Benik) a Jamese Fredericka Eggolda. V roce 2002 odmaturoval na katolické střední škole v Santa Margarita. Poté nastoupil na Univerzitu Jižní Kalifornie, kterou opustil v roce 2006.
V roce 2006 se poprvé objevil na televizních obrazovkách v hostující roli v seriálu Related. Na filmovém plátně se poprvé objevil ve stejném roce v krátkometrážním filmu Con: The Corruption of Helm. Mimo herectví se také věnuje skládání hudby, hraní na kytaru a piáno a zpěvu v kapele Eleanor Avenue.
Vedlejší role si zahrál v seriálech Mladí a neklidní, Vincentův svět, Out of Jimmy's Head, Bratři a sestry nebo Veronica Mars.
V roce 2006 se poprvé objevil na divadelních prknech divadla Ahmanson v produkci hry Dead End. Od té doby si také zahrál v produkci hry Leipzig, Marat/Sade a ve hře Amy and Elliot, pro kterou napsal scénář, zrežíroval ji a sám si v ní zahrál po boku Alexandry Breckenridge divadle Stella Adler Theatre.
V roce 2008 začal hrát učitele angličtiny Ryana Matthewse v seriálu stanice The CW 90210: Nová generace. V roce 2012 si zahrál po boku Mischy Barton ve filmu Into the Dark. Od podzimu 2013 hrál roli Toma Keena v seriálu stanice NBC Černá listina. V lednu 2015 si zahrál v limitovaném seriálu stanice History Channel Sons of Liberty. Od roku 2018 hraje hlavní roli v seriálu stanice NBC New Amsterdam.

## Filmografie

### Film
| Rok  | Název                             | Role             | Poznámky            |
| ---- | --------------------------------- | ---------------- | ------------------- |
| 2006 | Con: The Corruption of Shawn Helm | Shawn Helm       | krátkometrážní film |
| 2008 | Bloom                             | Doug             | krátkometrážní film |
| 2010 | First Dates                       | Tom              |                     |
| 2011 | Driving by Braille                | Xander West      |                     |
| 2011 | Královna                          | Nikki Holiday    | krátkometrážní film |
| 2011 | Trophy Kids                       | Max              |                     |
| 2011 | Sironia                           | Mason Jones      |                     |
| 2012 | Into the Dark                     | Adam Hunt        |                     |
| 2013 | B-Side                            | Mike Zumsteg     |                     |
| 2013 | Scent of a Woman                  | Dan              | krátkometrážní film |
| 2013 | Klikaři                           | Lucas Stone      |                     |
| 2013 | Beside Still Waters               | Daniel           |                     |
| 2014 | The Single Moms Club              | Peter            |                     |
| 2014 | Zmizení Eleanor Rigbyové: Oni     | Kluk z klubu     |                     |
| 2014 | Otcové a dcery                    | John             |                     |
| 2015 | Battle Scars                      | Nicky Stephens   |                     |
| 2016 | Lovesong                          | Leif             |                     |
| 2017 | Literally, Right Before Aaron     |                  |                     |
| 2018 | Black Klansman                    | Walter Breachway |                     |

### Televize
| Rok       | Název                                | Role                                       | Poznámky                         |
| --------- | ------------------------------------ | ------------------------------------------ | -------------------------------- |
| 2006      | Related                              | Lloyd                                      | díl: „The Cape“                  |
| 2006      | Bratři a sestry                      | Randy Stewart                              | díl: „Rodinný portrét“           |
| 2006      | Veronica Mars                        | Charlie Stone                              | díl: „Ztracený a znovu nalezený“ |
| 2006      | Rodinná válka                        | Bruce                                      | díl: „Gaza Strip“                |
| 2007      | Mladí a neklidní                     | Barista                                    | 3 díl                            |
| 2007      | Nick Cannon Presents: Short Circuitz | Jerry                                      | díl: „Suge Knight Light“         |
| 2007      | Out of Jimmy's Head                  | Mike Werewolfowitz                         | 5 dílů                           |
| 2007      | Vincentův svět                       | člen Five Towns                            | 2 díly                           |
| 2008      | Dirt                                 | Farber Kauffman                            | 7 dílů                           |
| 2008–2011 | 90210: Nová generace                 | Ryan Matthews                              | hlavní role, 1.–3. řada, 44 dílů |
| 2008      | Vincentův svět                       | sám sebe                                   | díl: „Ostrov fantazie“           |
| 2009      | Tara a její svět                     | Tevin                                      | díl: „Possibility“               |
| 2013–2017 | Černá listina                        | Tom Keen/Jacob Phelps/Christopher Hargrave | hlavní role, 1.–5. řada, 88 dílů |
| 2015      | Sons of Liberty                      | Joseph Warren                              | 3 dílů                           |
| 2017      | Černá listina: Vykoupení             | Tom Keen/Jacob Phelps/Christopher Hargrave | 8 dílů                           |
| 2018      | New Amsterdam                        | Dr. Max Goodwin                            | hlavní role                      |

### Internet
| Rok  | Název    | Role        | Poznámky |
| ---- | -------- | ----------- | -------- |
| 2012 | Daybreak | Ben Wilkins | 5 dílů   |